# 波默尔斯布伦
波默尔斯布伦是德国巴伐利亚州的一个市镇。总面积50.04平方公里，总人口5269人，其中男性2611人，女性2658人（2011年12月31日），人口密度105人/平方公里。